# Aba North
Aba North è una delle aree a governo locale (local government areas) in cui è suddiviso lo stato di Abia, nella Repubblica Federale della Nigeria. Si estende su una superficie di 23 chilometri quadrati e conta una popolazione di 107.488 abitanti.